# Monoblastus fulvescens
Monoblastus fulvescens là một loài tò vò trong họ Ichneumonidae.